# Real Valessa
Sandra Valeria Chambi (La Matanza, 26 de septiembre de 1990), conocida por su nombre artístico, Real Valessa, es una cantante, rapera y actriz argentina. Es conocida por su música, por su participación en el film Panash y por su participación en el concurso de talentos de canto argentino, Canta conmigo ahora, emitido por Canal 13 (Argentina) y conducido por Marcelo Tinelli.

## Biografía
Valessa nació en La Matanza, vive en Isidro Casanova, da talleres de rap en su localidad y también en la villa 21, donde además comparte otro espacio de formación en poesía. Estudió diseño de indumentaria en la Escuela Argentina de Moda y profesorado de música con orientación a piano en la Escuela de Arte "Leopoldo Marechal".[cita requerida]
En 2009 comenzó con su proyecto musical mezclando rap con ritmos como house, r&b, neo soul y funk grabando sencillos y colaboraciones. Por el año 2013 decidió crear la banda Real Música como compositora y voz principal y cinco años más tarde publicó su álbum debut "Lo primero" que mostró en festivales como Provincia Emergente, Ciudad Emergente, 21 k Fest, Cultura Hip Hop FDL, Batalla de Maestros (Clasificatoria BDM Femenina). En agosto de 2022, publica su segundo álbum "Gangsta Soul".
Además, el cineasta alemán Christoph Behl y la productora Subterránea Films la eligieron para protagonizar "Panash", la primera película de ficción sobre el rap y la música urbana argentina que se rodó en Fuerte Apache y se estrenó en julio de 2022.

## Discografía

### Álbumes de estudio
| Año  | Título       | Colaboración                   |
| ---- | ------------ | ------------------------------ |
| 2018 | Lo Primero   | DJ Skrag, Cober Dfc, Morena 15 |
| 2022 | Gangsta Soul | Big Yatu, Real Música          |

### Sencillos
| Año  | Título               | Colaboración                         | Producción             |
| ---- | -------------------- | ------------------------------------ | ---------------------- |
| 2016 | Quién                |                                      | Real Valessa           |
| 2019 | Hay que decirlo      | Brasita, Clipper, Morena15 y Sista V | Real Valessa, Borges   |
| 2019 | De ninguna Parte     |                                      | Real Valessa, Big Yatu |
| 2020 | Mal Flash (Remix)    | Dabow                                | Real Valessa, Dabow    |
| 2020 | Fantasmas            |                                      | Real Valessa, Big Yatu |
| 2020 | Ahora Todos Quieren  |                                      | Real Valessa, Mushin   |
| 2020 | Baby (Piano Versión) |                                      | Real Valessa           |
| 2022 | Piel Con Piel        | Big Yatu, REAL MÚSICA                | Real Valessa, Big Yatu |

### Otras Participaciones
| Año  | Título           | Colaboración         | Álbum                                                             |
| ---- | ---------------- | -------------------- | ----------------------------------------------------------------- |
| 2016 | Decime           | Cober Dfc            | Lo Justo y Lo Necesario                                           |
| 2016 | Crecer           | Cober Dfc            | Lo Justo y Lo Necesario                                           |
| 2020 | Decididas        | Varios Artistas      | Mala Reputación: Latfem Presenta una Memoria Feminista en Canción |
| 2021 | Salvate Amor     | Patricia Malanca     | Traerán Ríos de Tango Las Páginas de un Libro                     |
| 2021 | No Soy Tuya      | Big Mama Laboratorio | Engendro                                                          |
| 2022 | Revolución       |                      | Panash                                                            |
| 2022 | Te Extraño       | Homer El Mero Mero   | Panash                                                            |
| 2022 | Dúo de Amor      | Homer El Mero Mero   | Panash                                                            |
| 2022 | Explícale        |                      | Panash                                                            |
| 2022 | La Moto          |                      | Panash                                                            |
| 2022 | La Patria        |                      | Panash                                                            |
| 2022 | Vengo del Barrio | Aie                  | Panash                                                            |

## Filmografía
- 2022 - Panash
- 2022 - Canta conmigo ahora